# Yanagihara Naruko
Incorpora material traducido del artículo correspondiente en la Wikipedia japonesa
Yanagihara Naruko (Japonés: 柳原愛子), también conocida como Sawarabi no Tsubone (26 de junio de 1859 - 19 de octubre de 1943) fue una dama perteneciente a la Casa Imperial de Japón. Fue concubina del Emperador Meiji y madre del Emperador Taisho, siendo la última concubina en dar a luz a un emperador japonés reinante.

## Biografía
En 1902, ella fue oficialmente nombrada como dama perteneciente a la Familia Imperial Japonesa. Años más tarde, se le confirieron varios honores prestigiosos en reconocimiento por haber continuado la línea imperial, a pesar de que algunos nobles la culpaban por la precaria salud mental de su hijo. Aun así, se le permitió estar presente en el lecho de muerte de su hijo, en diciembre de 1926.
Naruko falleció el 16 de octubre de 1943, a la edad de 84 años, durante el reinado de su nieto Hirohito, habiendo sobrevivido a su hijo por casi dos décadas. Está enterrada en Nakameguro Yūtenji, Tokio.

## Títulos y tratamientos
Esta tabla aún no está actualizada. Puedes contribuir aportando información sobre títulos y tratamientos de esta persona.

## Honores
- Gran Cordón de la Orden del Sagrado Tesoro (10 de mayo de 1925)
- Magnífico Cordón de la Orden de la Preciosa Corona (11 de febrero de 1940)

### Orden de precedencia
- Dama de Tercer Rango (julio 1913)
- Dama de Segundo Rango (1 de diciembre de 1915)
- Dama de Primer Rango (16 de octubre de 1943; póstumo)